# Pee-Wee’s XXX Adventure: A Porn Parody
Pee-Wee’s XXX Adventure: A Porn Parody ist eine Porno-Parodie aus dem Jahr 2012 über den Film Pee-Wee’s irre Abenteuer, welcher Tim Burtons Debütfilm von 1985 ist.

## Handlung
Wie das Original dreht sich auch der Film um das Mann-Kind Pee-Wee Herman, das nach seinem Diebstahl eine Suche nach seiner Sexpuppe (im Original: Fahrrad) auf dem Land macht und dabei viele sexuelle Abenteuer erlebt.

### Szenen
- Szene 1: Aiden Starr, Tommy Pistol
- Szene 2: Capri Anderson, John Strong
- Szene 3: Jada Fire, Evan Stone, Tom Byron
- Szene 4: Lea Lexis, Barry Scott, Jerry, Lucas Stone
- Szene 5: Capri Anderson, Tommy Pistol
- DVD-Bonus: Capri Anderson, Jerry

## Produktion und Veröffentlichung
Produziert wurde der Film von der Vivid Entertainment Group und wird von dieser ebenfalls vermarktet. Regie führte B. Skow und das Drehbuch schrieb David Stanley. Erstmals wurde der Film am 28. Februar in den Vereinigten Staaten veröffentlicht.

## Nominierungen und Auszeichnungen
- AVN Awards, 2013
  - Winner: Best Supporting Actress, Capri Anderson
  - Nominee: Best Parody: Comedy
  - Nominee: Best Supporting Actor, Evan Stone
  - Nominee: Best Actor, Tommy Pistol
  - Nominee: Best Director: Parody, B. Skow

- Nightmoves, 2012
  - Nominee: Best Parody: Comedy

- RogReviews’ Critics Choice Awards, 2012
  - Nominee: Best Feature

- XRCO Awards, 2013
  - Nominee: Best Actor, Tommy Pistol
  - Nominee: Best Parody: Comedy